# Lisa Unruh
Lisa Unruh (12 de abril de 1988) é uma arqueira profissional alemã, medalhista olímpica.

## Carreira

### Rio 2016
No Sambódromo do Rio fez uma ótima apresentação ate a grande final, vice-campeã olímpica, passando pela mexicana Alejandro Valencia na semifinal, e na grande final  perdeu para a sul-coreana Chang Hye-jin, por 2-6. Ela não disputou por equipes.

### Tóquio 2020
Nos jogos de 2020, em Tóquio, obteve um bom desempenho na prova por equipes feminina, na qual conquistou a medalha de bronze ao lado de Chaline Schwarz e Michelle Kroppen.